# یواس‌اس ساگامور (ای‌تی‌ای-۲۰۸)
یواس‌اس ساگامور (ای‌تی‌ای-۲۰۸) (به انگلیسی: USS Sagamore (ATA-208)) یک کشتی بود که طول آن ۱۴۳ فوت (۴۴ متر) بود. این کشتی در سال ۱۹۴۴ ساخته شد.